# Zaviralec proteasoma
Zaviralci proteasoma so protitumorne učinkovine, ki zavrejo delovanje proteasoma in s tem preprečijo razgradnjo odvečnih in poškodovanih beljakovin v rakavih celicah. Mednje spadajo bortezomib, iksazomib in karfilzomib.

## Mehanizem delovanja
Proteasomi so veliki cilindrični beljakovinski kompleksi v celicah, ki so zadolženi za razgradnjo z ubikvitinom kovalentno označenih beljakovin. Gre za pomemben celični mehanizem, s katerim poteka odstranjevanje poškodovanih, nefunkcionalnih in odsluženih znotrajceličnih beljakovin ter se tako ohranja celična homeostaza. Zaviranje proteasoma povzroči motnje v celičnem krogu rakavih celic, onemogoča prepis za celico pomembnih genov, povzroči motnje v interakcijah med celicami in njihovim mikrookoljem, zavira angioneogenezo in naposled sproži apoptozo. Rakave celice so bolj občutljive za proapoptotične učinke zavore proteasoma od normalnih telesnih celic.

## Zaviralci proteasoma v klinični uporabi
- Bortezomib (Velcade) so v ZDA odobrili leta 2003 (v EU leta 2004)[6] in je s tem postal prvo odobreno zdravilo iz te nove skupine učinkovin. Borov atom v strukturi molekule se veže na katalitično mesto proteasoma 26S.[7]  Odobren je za zdravljenje diseminiranega plazmocitoma in limfoma plaščnih celic.[5]
- Karfilzomib (Kyprolis) je ameriški Urad za hrano in zdravila odobril za zdravljenje ponovljenega ali refraktarnega diseminiranega plazmocitoma leta 2012.[8] Nereverzibilno se veže na proteasom 20S.
- Iksazomib (Ninlaro) je ameriški Urad za hrano in zdravila odobril leta 2015 za zdravljenje bolnikov z diseminiranim plazmocitomom, ki so bili predhodno zdravljeni z že vsaj enim drugim zdravilom. Uporablja se v kombinaciji z lenalidomidom in deksametazonom in je prvi peroralen zaviralec proteasoma.[9]